# История Монтевидео

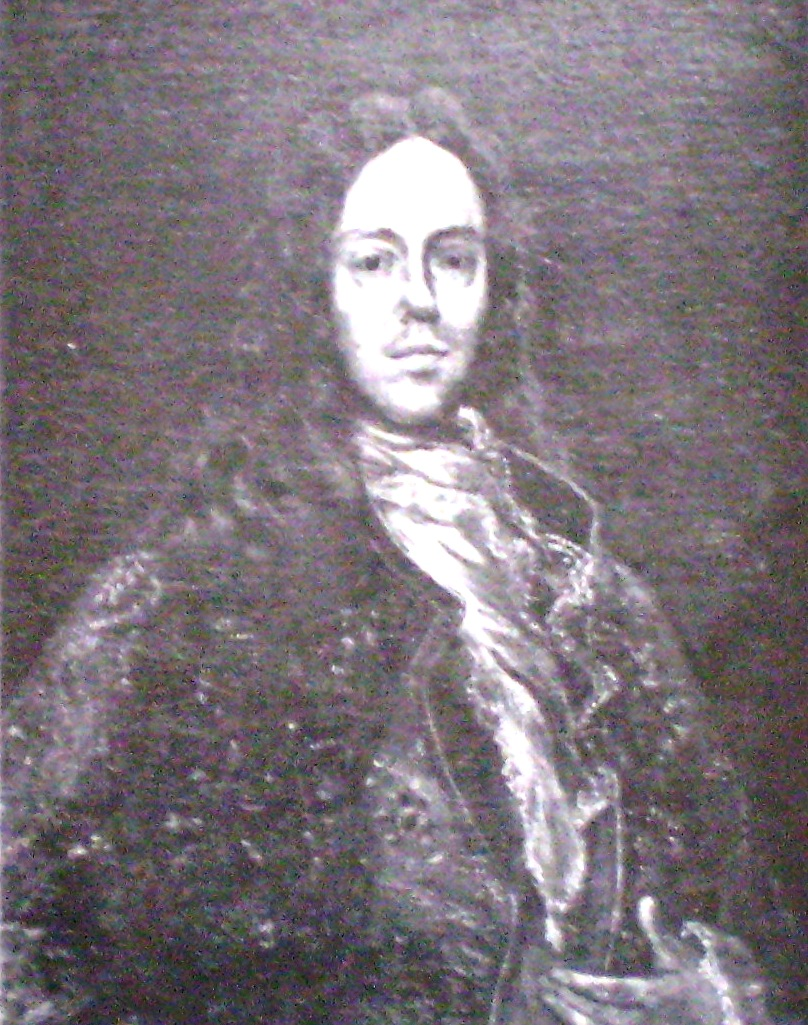
Бруно Маурисио де Сабала, основатель Монтевидео

Монтевидео, столица Восточной республики Уругвай, имеет почти трёхвековую историю.

## Основание города и развитие в XVIII веке
К концу XVII века территория современного Уругвая контролировалась португальской колониальной администрацией, с ней граничила территория современной Аргентины, контролируемая испанскими колониальными властями. В 1680 году на левом берегу залива Ла-Плата, напротив Буэнос-Айреса, португальцы соорудили город-крепость Колония-дель-Сакраменто, который служил базой контрабандистам, нелегально ввозившим товары в Буэнос-Айрес. Многократные попытки испанцев установить контроль за Колония-дель-Сакраменто результатов не дали, и в 1724 году губернатор Буэнос-Айреса Бруно Маурисио де Сабала направил экспедицию из 110 солдат и 1000 индейцев, с батареей из 10 пушек, которая у входа в залив Ла-Плата основала крепость. Для освоения местности Сабала организовал переселение на это место группы семей — гуанчей с острова Тенерифе, поставив во главе общины генуэзца по происхождению Джорджо Боргезе, (в испаноязычных документах он именуется Хорхе Бургес). 24 декабря 1726 года Бургес представил план крепости с названием «Сан-Фелипе-и-Сантьяго Монтевидео» (исп. San Felipe y Santiago de Montevideo).
Соорудив крепость Монтевидео, испанцы получили возможность контролировать оба берега Ла-Платы. Вскоре Монтевидео стал важным торговым центром провинции Восточный берег, которая в 1750 году была окончательно закреплена за Испанией. В 1776 году город вошёл в состав вице-королевства Ла-Плата, включавшего в себя территории современных Аргентины, Уругвая, Парагвая и Боливии со столицей в Буэнос-Айресе.

### Происхождение названия

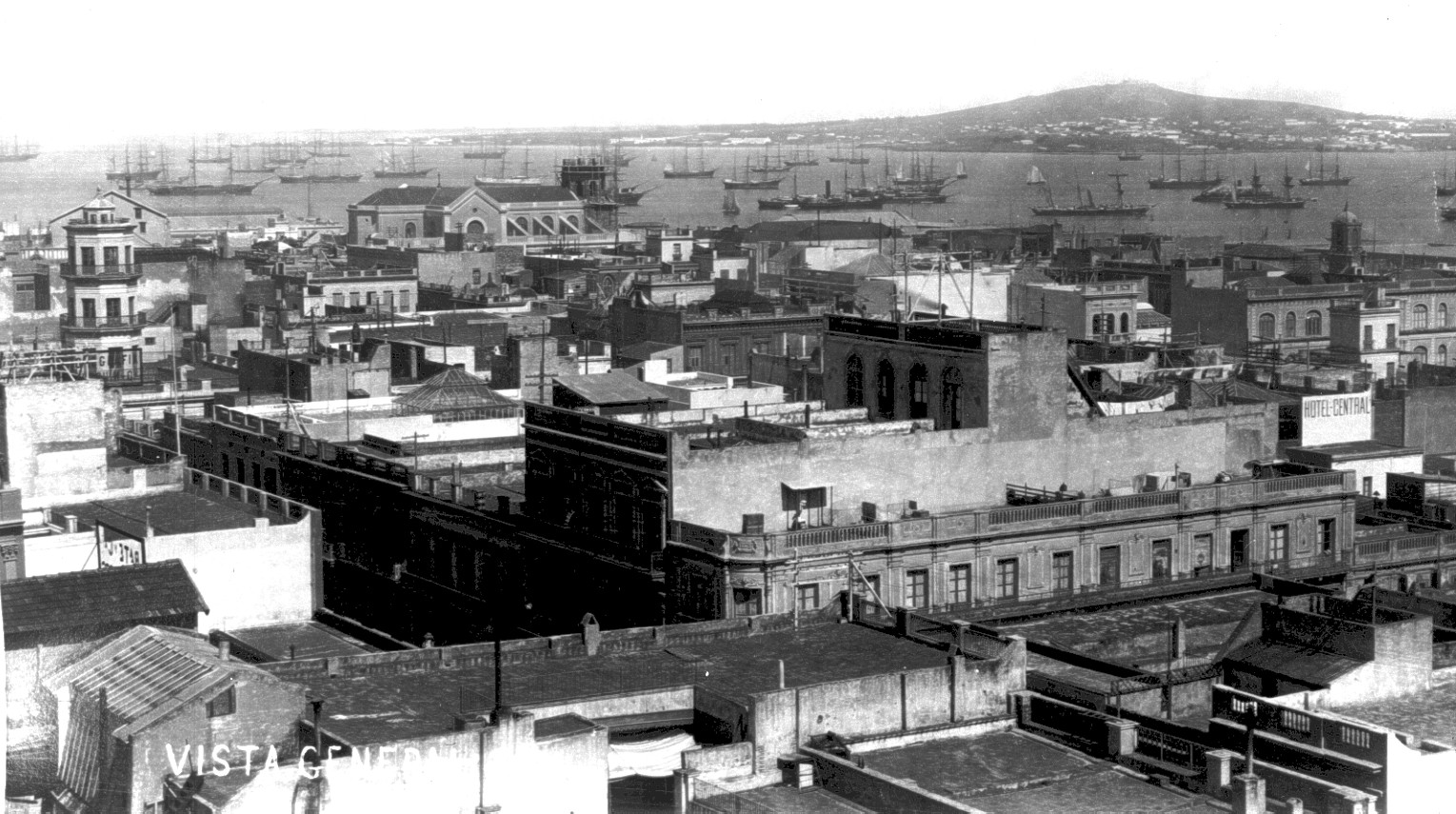
Холм Серро-де-Монтевидео, фото 1865.

О происхождении названия города существуют различные версии. Среди экспертов сложился консенсус по поводу того, что компонента «Монте» в названии относится к горе (холму) Серро-де-Монтевидео, находящейся на берегу залива Монтевидео, но в отношении компоненты «видео» имеются разногласия. Наиболее распространённые версии:
- Monte vide eu («Я видел гору») — чрезвычайно распространённая версия, согласно которой название происходит от португальской фразы, означающей «Я видел гору», которую якобы произнёс один из участников экспедиции Фернана Магеллана при взгляде на Серро-де-Монтевидео. Эту версию большинство экспертов относит к числу топонимических легенд, поскольку приведённое выражение содержит сочетание слов из различных диалектов[4][5];
- Monte Vidi — эта гипотеза исходит из фрагмента «Навигационного календаря» боцмана Франсиско де Альбо, члена экспедиции Фернана Магеллана[4], в котором отмечено: «Во вторник упомянутого [месяца января 1520 года] мы находились в проливе Кейп-Санта-Мария [в настоящее время — Пунта-дель-Эсте], откуда побережье идёт с востока на запад, а местность песчаная, а справа от мыса есть гора, подобная шляпе, которой мы дали название „Монтевиди“». Это старейший документ, в котором упоминается мыс с названием, аналогичным названию города, но который не содержит упоминания о предполагаемом возгласе участника экспедиции «Monte vide eu»;
- Monte-VI-D-E-O (Monte VI De Este a Oeste) — по мнению профессора истории Роландо Лагуарда Триаса, испанцы атрибутировали географическое местоположение горы Серро-де-Монтевидео на карте или портулане таким образом, что она выглядела 6-й по счёту (VI) на побережье при плавании по Рио-де-ла-Плата с востока на запад[6][7][8], а с течением времени эта аббревиатура трансформировалась в «Монтевидео». Убедительных доказательств этой гипотезе не найдено;
- Monte Ovidio (Monte Santo Ovidio) — гипотеза, основанная на интерпретации вышеупомянутой цитаты из «Навигационного календаря» Фернандо де Альбо, согласно которой гора (и впоследствии город) получила название в честь Святого Овидия, третьего епископа португальского города Брага, где в 1505 году ему был установлен памятник[4]. Эта гипотеза, как и предыдущие, не имеет убедительных доказательств.

## XIX век

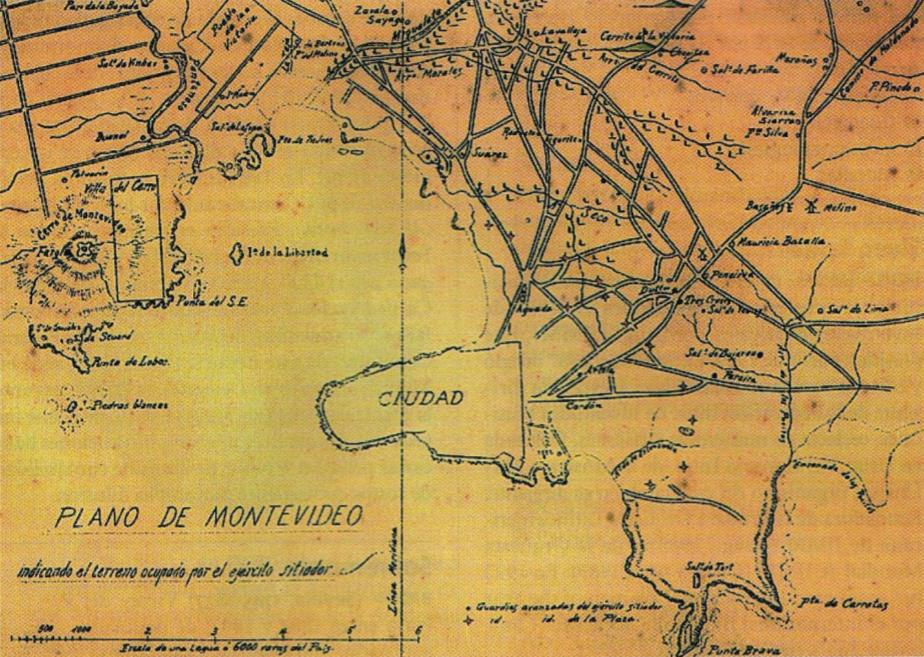
Карта Монтевидео периода Гражданской войны (1843—1851).

В 1816 году Монтевидео был захвачен армией Бразилии, являвшейся в то время колонией Португалии, и находился в составе Бразилии до 1828 года. Во время бразильской войны за независимость в 1823 году обороняемый португальцами Монтевидео был взят бразильскими войсками. В августе 1828 года город стал столицей независимого Уругвая.
Во время гражданской войны 1839—1851 годов город выдержал знаменитую 9-летнюю осаду (с 1842 по 1851 годы), которую французский писатель Александр Дюма своём романе «Монтевидео, или новая Троя». назвал новой Троянской войной.

## XX век

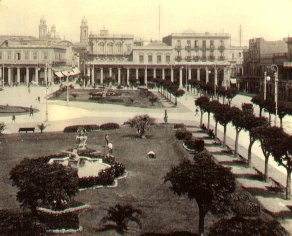
Площадь Независимости, около 1900 года

Начало XX века ознаменовалось бурным ростом города за счёт иммиграции из Европы — сюда охотно ехали французы, итальянцы и жители Центральной Европы. В 1908 году из 300 тысяч населения города 30 % составляли люди, родившиеся за границей Уругвая. Город быстро расширял границы, к его территории были присоединены отдельные поселения, включая Вилла дель Серро, Поситос, Прадо и Колонь Судесте. Также были созданы парки Родо и Гран Парк Сентраль, которые служили полюсами городского развития.
В 1920-х годах на площади Независимости была установлена конная статуя Хосе Артигаса, построен Законодательный дворец (резиденция парламента) на улице Либертадор. В 1930 году, когда отмечалось 100-летия принятия Конституции и окончательной независимости страны, Уругвай принял у себя чемпионат мира по футболу, для чего в Монтевидео был построен новый стадион «Сентенарио» (исп. Sentenario — «столетие, столетний юбилей»). Однако, к открытию чемпионата «Сентенарио» был ещё не готов и первые матчи проходили на недостроенном стадионе, строительные работы были завершены лишь к финальному матчу.

## XXI век

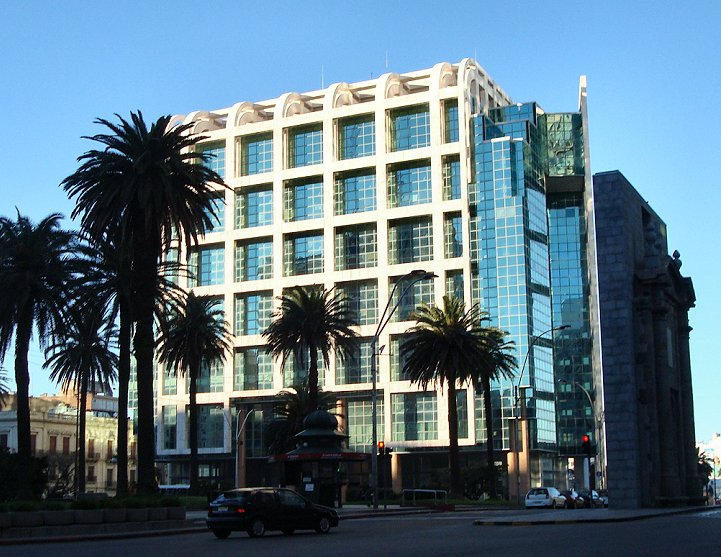
Исполнительная башня

В 2002 году Уругвай пережил один из сильнейших банковских кризисов в своей истории, что негативно сказалось на развитии города. В последующие годы начался постепенный экономический рост. В апреле 2006 года международная консалтинговая компания Mercer назвала Монтевидео городом с наилучшим качеством жизни в Латинской Америке, из 350 городов по всему миру Монтевидео занял по этому показателю 76 место.
В 2007 году в Монтевидео разместилась штаб-квартира Меркосур, а в 2008 году было завершено длившееся более 40 лет строительство Исполнительной башни (исп. Torre Ejecutiva) — резиденции президента страны. Кабинет президента был перенесен туда в сентябре 2009 года, после избрания президентом Хосе Мухики.
В 2010 году мэром города (исп. Intendant of Montevideo) была избрана кандидат Широкого фронта коммунистка Ана Оливера.
В 2015 году мэром города избран кандидат Широкого фронта социалист Даниэль Мартинес.